# Actia antiqua
Actia antiqua là một loài ruồi trong họ Tachinidae.